# Arrondissement de Waldeck-Frankenberg
L’arrondissement de Waldeck-Frankenberg est un arrondissement (Landkreis en allemand) de Hesse (Allemagne) situé dans le district (Regierungsbezirk en allemand) de Cassel.
Son chef-lieu est Korbach. Il se rattache au massif du Sauerland.

## Villes, communes et communautés d'administration
(nombre d'habitants en 2006)
| Städte - 1. Bad Arolsen (16 606) - 2. Bad Wildungen (17 711) - 3. Battenberg (5 638) - 4. Diemelstadt (5 455) - 5. Frankenau (3 414) - 6. Frankenberg (19 154) - 7. Gemünden (4 090) - 8. Hatzfeld (3 374) - 9. Korbach (24 188) - 10. Lichtenfels (4 233) - 11. Rosenthal (2 244) - 12. Volkmarsen (6 911) - 13. Waldeck (7 432) | Gemeinden - 1. Allendorf (5 642) - 2. Bromskirchen (1 925) - 3. Burgwald (5 019) - 4. Diemelsee (5 265) - 5. Edertal (6 745) - 6. Haina (3 653) - 7. Twistetal (4 674) - 8. Vöhl (6 174) - 9. Willingen (6 506) |

## Photos

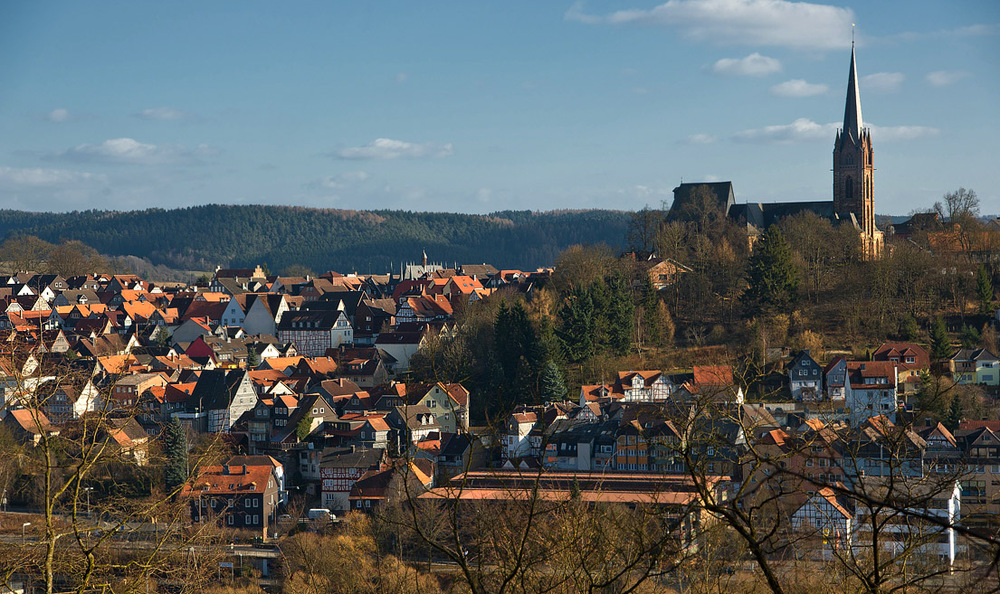
La vieille ville de Frankenberg.
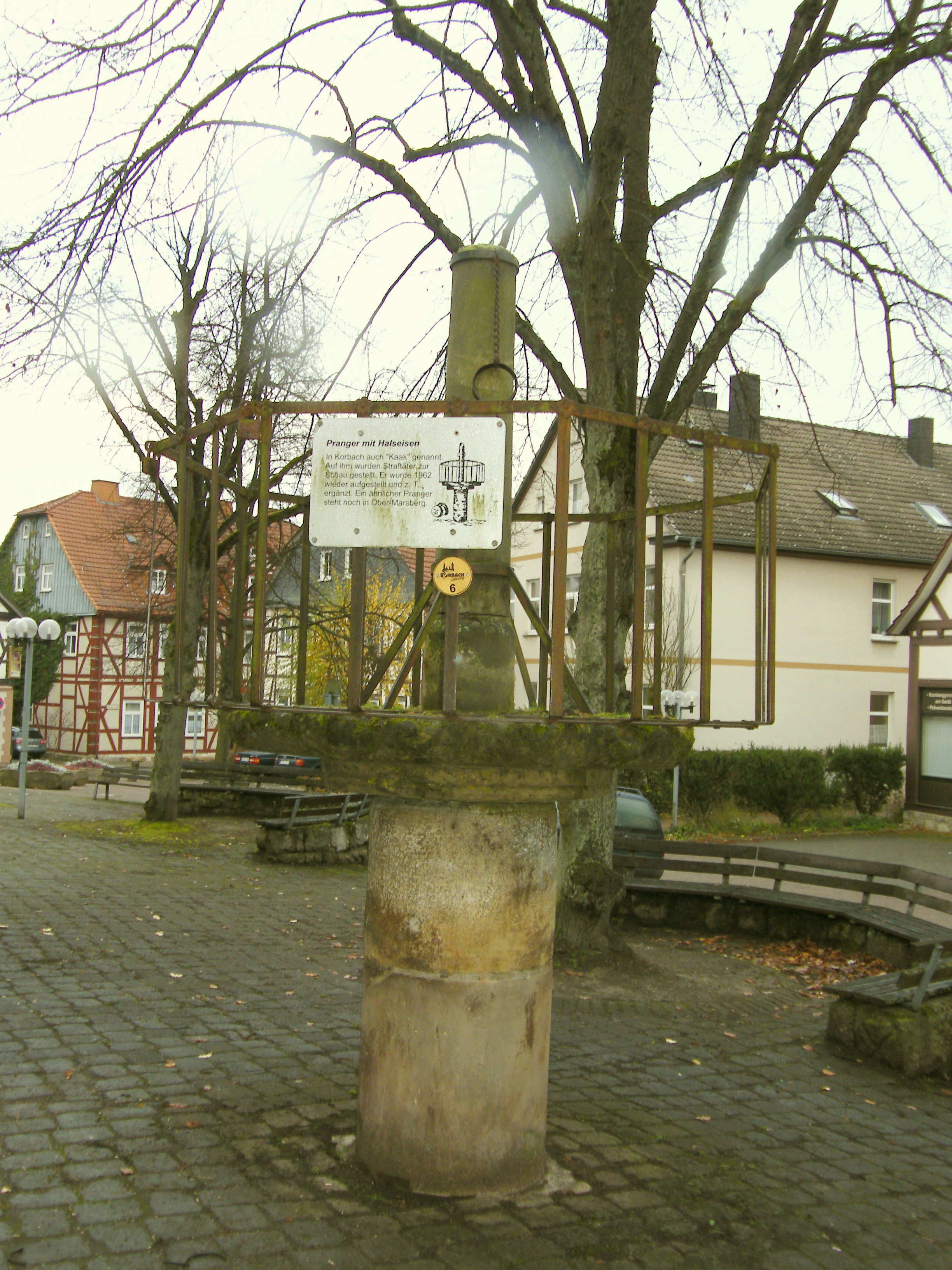
Le pilori de Korbach.
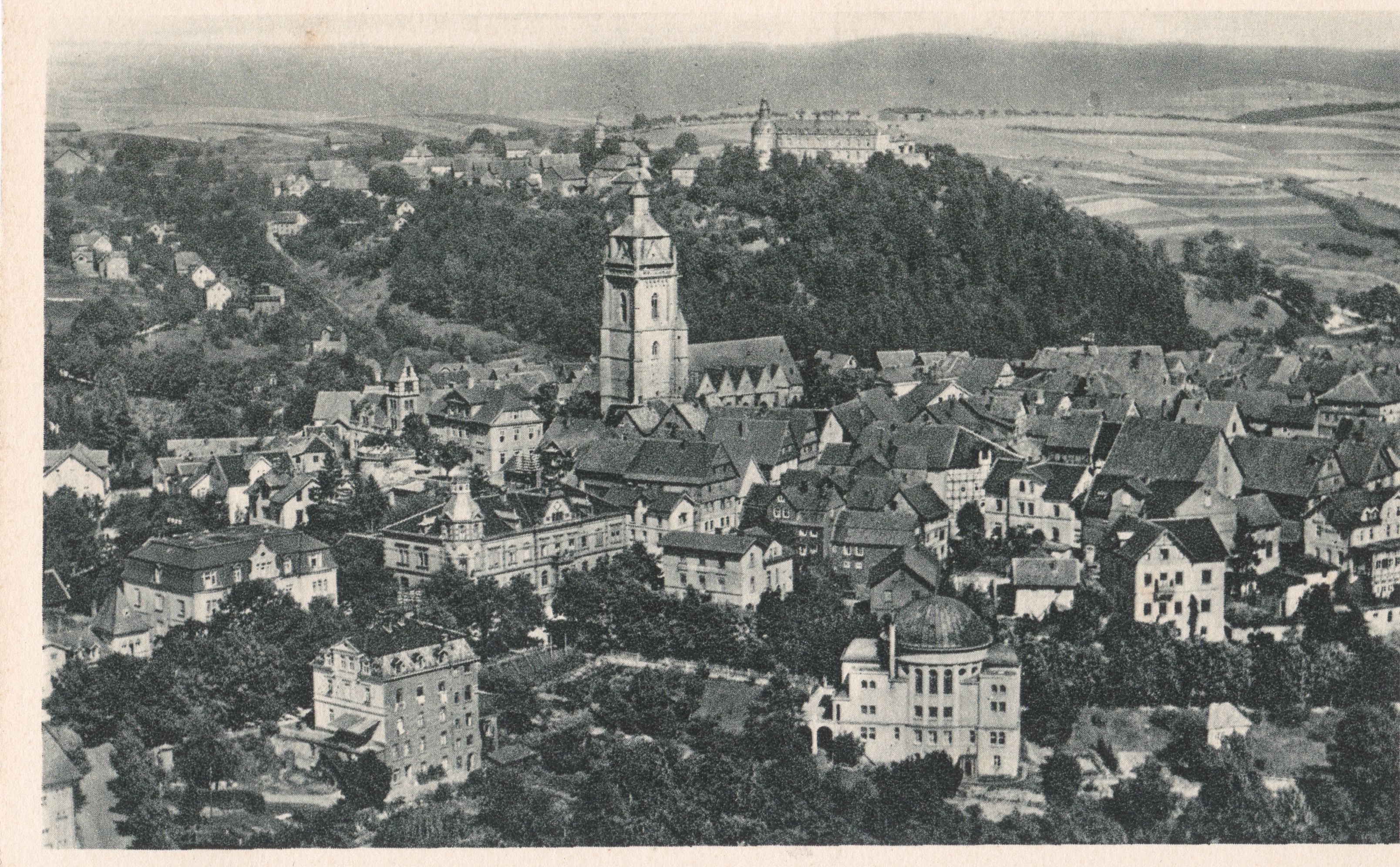
Vue aérienne de Bad Wildungen, vers 1925.
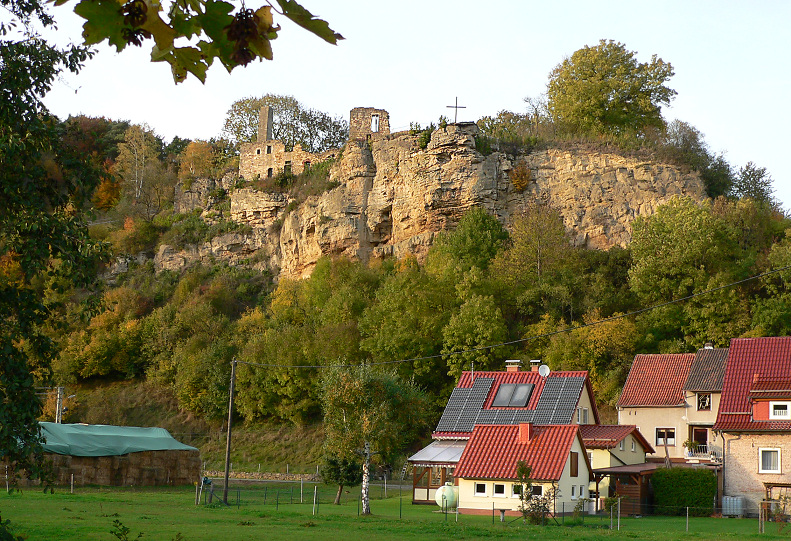
L'abbaye d'Ober-Werbe à Waldeck.